# بيروكسيد عضوي

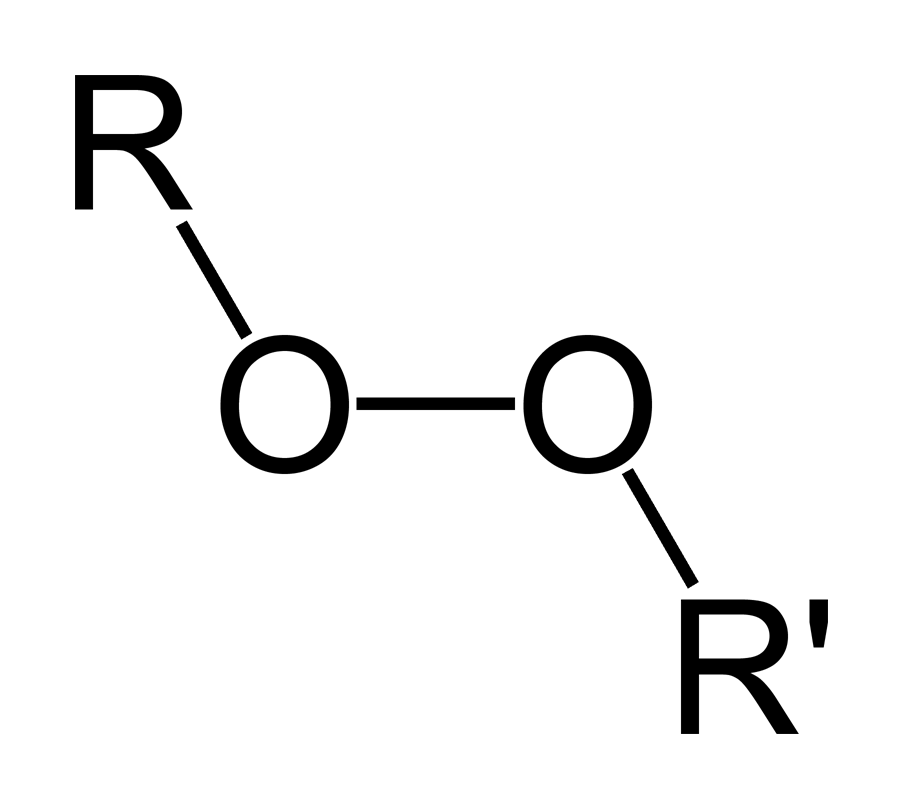
الصيغة العامة لفوق أكسيد عضوي

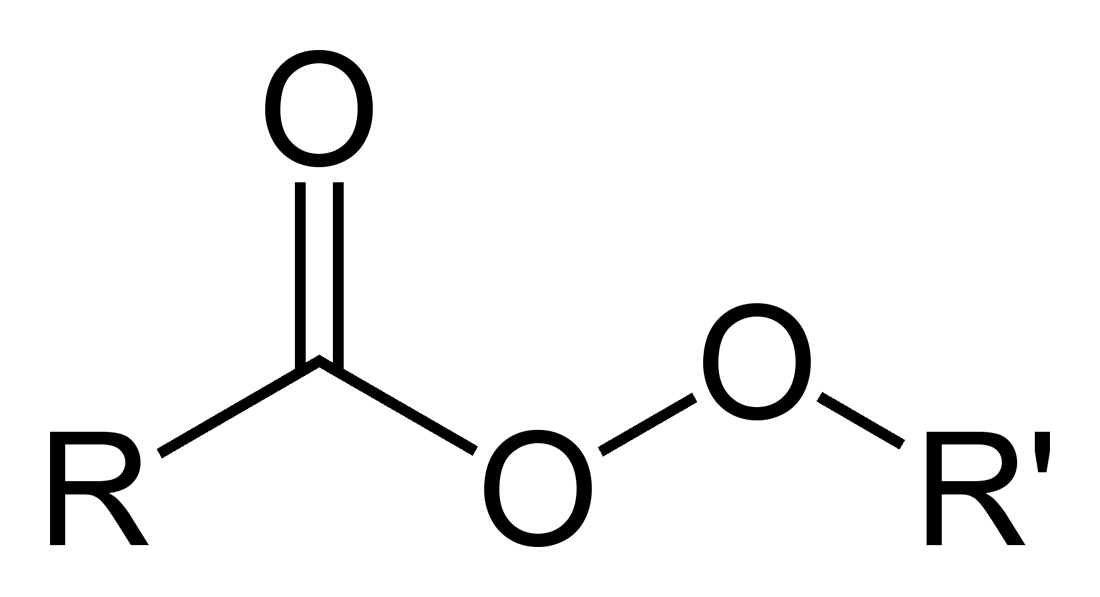
الصيغة العامة لفوق الإستر

في الكيمياء العضوية يطلق اسم البيروكسيد العضوي على المركبات العضوية الحاوية على مجموعة بيروكسيد ('ROOR). إذا كانت 'R عبارة عن ذرة هيدروجين تسمى المركبات عندئذ هيدرو بيروكسيد عضوي. بالمقابل فإن لمركبات بيرإستر الصيغة العامة RC(O)OOR.
تنفصم الرابطة O-O بسهولة مشكلة جذور حرة من النمط ·RO. مما يجعل من البروكسيدات العضوية بادئات جذرية لبعض أنواع البلمرة، مثل بيروكسيد ميثيل إيثيل الكيتون MEKP ، وبيروكسيد البنزويل.
تعد أغلب مركبات البيروكسيدات العضوية من المركبات سريعة الاشتعال والمتفجرة. كما تمتاز مثلها مثل البيروكسيدات اللاعضوية بخواصها القاصرة.